# Alfred Schlageter
Alfred Schlageter (né le 26 août 1896 à Bâle, mort le 23 septembre 1981 à Zurich) est un acteur suisse.

## Biographie
Schlageter suit des cours particuliers auprès de l'acteur d'origine roumaine Michael Isailovits.
Alfred Schlageter joua principalement au théâtre, mais il apparaît également dans plusieurs films depuis les années 1920. Il a des engagements au théâtre de Bâle (de 1916 à 1918), au théâtre de Leipzig (de 1918 à 1944). Après la destruction du théâtre de Leipzig, il retourne au théâtre de Bâle au printemps 1944. De 1951 à 1954, il joue également au Deutsches Schauspielhaus de Hambourg. À partir de 1956, il est acteur permanent au Schauspielhaus de Zürich, où il joue plus d'une centaine de rôles jusqu'en 1975.
Schlageter assume tous les rôles majeurs du théâtre dans les domaines du bon Vivant et du père noble. En 1934, il reçoit le titre de Kammerschauspieler. À partir de 1920, Schlageter est également actif devant les caméras de cinéma et de télévision. À la fin de ses cinq décennies et demie de carrière cinématographique, Schlageter est apparu dans une quarantaine de productions (principalement suisses), y compris des séries de films muets et des drames d'après-guerre aujourd'hui largement oubliés.
Il figure dans de nombreuses pièces radiophoniques avec sa voix sonore. Parallèlement à ses divers engagements théâtraux, il travaille comme conférencier pour le Mitteldeutscher Rundfunk de Leipzig de 1920 à 1944, puis pour la radio suisse Radio Beromünster (de) et enfin pour la Nordwestdeutscher Rundfunk à partir de 1951.
Alfred Schlageter est l'époux de l'actrice et chanteuse Agnès Delsarto (de) (1892-1965) puis de la chanteuse lyrique Else Böttcher (1905-1991). Sa tombe au cimetière d'Enzenbühl est abandonnée.

## Filmographie
- 1920 : Zopf und Turban
- 1921 : Staatsanwalt Alexander oder Der Raubmord in der Ziegelgasse Nr. 17
- 1922 : Geheimbundsklaven
- 1922 : Lilly Humbrecht, der Leidensweg einer Stieftochter
- 1922 : Und dennoch ward es Morgen
- 1922 : Die Teppichknüpferin von Bagdad
- 1923 : Die Spitzklöpperin von Valenciennes
- 1924 : Gift und Liebe
- 1924 : Verkrachte Existenzen
- 1935 : Hermine und die sieben Aufrechten
- 1937 : Yette la divine
- 1948 : Après la tourmente
- 1950 : Es liegt was in der Luft (de)
- 1954 : Die Spieler (TV)
- 1955 : Polizischt Wäckerli (de)
- 1955 : Souvenirs (court métrage)
- 1956 : Zwischen uns die Berge (de)
- 1957 : Der Richter und sein Henker (TV)
- 1957 : Les Fils du boulanger (de)
- 1959 : Café Odeon
- 1959 : Hinter den sieben Gleisen (de)
- 1960 : Scotland Yard contre Cercle rouge
- 1960 : HD-Soldat Läppli
- 1960 : Guillaume Tell (de)
- 1962 : Es Dach überem Chopf (de)
- 1962 : Drei Einakter (TV)
- 1963 : Wer ist der Täter? (TV)
- 1963 : Eine Dummheit macht auch der Gescheiteste (TV)
- 1964 : Der Gefangene der Botschaft (de) (TV)
- 1965 : Der Schmied seines Glücks (TV)
- 1965 : Le Moine inquiétant
- 1965 : Die hölzerne Schüssel (TV)
- 1966 : Der Würger vom Tower (de)
- 1968 : Kraft des Gesetzes (TV)
- 1970 : Pfarrer Iseli (de)
- 1973 : Ein Fall für Männdli (de): Gift im Champagner (TV)
- 1974 : Konfrontation
- 1975 : Ein Fall für Männdli: Hallo, Herr Doktor (TV)